# Diva Pavesi
Diva Pavesi (São Paulo, 17 de novembro de 1956) é uma escritora e fotógrafa brasileira, naturalizada francesa, formada em Jornalismo e Relações Públicas pela Fundação Casper Líbero, São Paulo, em 1986. Vive na Europa há mais de 22 anos.

## Escritora
Diva Pavesi escritora e representante na França da Rede de Escritoras Brasileiras REBRA 
- 2009 - março - Lançamento do livro em Frances Nous les Femmes Du Brésil, no Salão do Livro Paris[2]
- 2009 - maio - Lançamento do Livro Nous les Femmes Du Brésil, na Galeria Evertarts Paris[3]
- 2008 - agosto - Lançamento na Bienal do Livro de São Paulo do seu primeiro romance autobiográfico A REVOLTA DOS ANJOS - Editora Rebra - Scortecci[4][5][6]
- 2008 - julho - Participou da Antologia Poetas del Mundo
- 2008 - março - Participou do livro Talento Brasileiro em Prosa e Verso. Organização Joyce Cavalcante com a Editora Scortecci e Talento, no SESC Paulistano Dia Internacional da Mulher em São Paulo
- 2007 - Participou da Antologia Nós, Mulheres volume 6 e 7 com 38 escritoras, lançadas na Laselva Bookstore na DASLU, da Oficina Editora [7]
- 2007 - junho - Participou na Laselva Bookstore, na DASLU, da Antologia Caminhos do Amor, da Oficina do Livro Editora
- 2007 - março - Lançou, juntamente com 32 escritoras, a Antologia sobre o Ano Internacional da Mulher intitulado O Talento Delas - REBRA e Editora Scortecci - São Paulo
- 1998 - Lançou no Brasil na Livraria Letras e Expressões o livro de arte Carnaval do Rio, editado pela Plume Éditions Paris, atualmente Edições Flammarion a mesma editora do escritor Paulo Coelho [8]

## Jornalista
Diva Pavesi correspondente de várias revistas brasileira e internacionais, já entrevistou celebridades como Paulo Coelho, José Wilker, Brigitte Bardot, e muitas outras.
Correspondente de diversos Órgãos de Comunicação Social, Imprensa Escrita, Rádio e Televisão nos seguines países: Brasil, Portugal, Inglaterra e Irlanda, nas áreas de cultura, moda, cinema, teatro, beleza, joalheria e cosmética
Apresentadora de televisão Lusophonie TV Produtora, jornalista e apresentadora do programa ALÔ, BRASIL! na Rádio Francesa Arc en Ciel de Orléans - sextas-feiras - 9 horas
Jornalista colaboradora do Jornal da Académie des Arts Sciences et Lettres Paris

## Diretora e Fundadora de Jornais e Revistas
Diretora e Jornalista fundadora dos Jornais:
- 2000 - GUTENBERG INFORMATIONS - Brasil/França
- 1998 - HELLO, BRASIL! - Irlanda
- 1995 - ALÔ, BRASIL - França
- 1993 - LATINO JOURNAL - Paris
- 1992 - PALOP - Portugal/França

## Presidente
Diva Pavesi é Presidente da ONG Cultural Franco-brasileira DIVINE PRODUCTIONS INTERNACIONAL, fundada em 25 de outubro de 1995, entidade dedicada à promoção do Brasil artisticamente e culturalmente na França, promovendo personagens das áreas principais de fotografia, literatura e música, entre outras. A ONG também faz o trabalho reverso de promover as artes e cultura francesa no Brasil.
A DIVINE PRODUCTIONS INTERNACIONAL tem a missão de "defender e difundir as artes, cultura e turismo do Brasil na França e Europa, bem como realizar atividades culturais em prol de uma missão de solidariedade às crianças carentes do Brasil e da África".

## Produtora Cultural e Curadora
Diva Pavesi há mais de 22 anos é Produtora Cultural e Curadora na Europa:
- 2012 - julho - Talentos brasileiros homenageados pela Academia Francesa em Paris [11]
- 2012 - março - Diva Pavesi destaca a Cultura Brasileira em Paris [12]
- 2012 - maio - Curadora e organizadora do Salão do Livro em Paris - Stand da Yvelin/Divine Édition - lançamento de livros de vários escritores brasileiros, entre eles, Martinho da Vila, J. B. Donadon-Leal, Vilma Duarte, Andreia Donadon Leal, Diva Pavesi, Marília Siqueira, Goretti de Freitas, J.S. Ferreira e Gabriel Bicalho. Bem como o livro Rien que des aldravias, de Elvandro Burity, primeiro livro editado em Língua Francesa, dedicado aos poetas aldravistas, inventores dessa nova forma poética [13]
- 2011 - setembro - Revista CARAS publica êxitos de Diva Pavesi [14]
- 2009 - maio - Co-produziu a Cerimônia Solene de entrega de prêmios aos Laureados Brasileiros e Portugueses em Paris - Antonio Pitanga, Altay Veloso, Nikko Kali, Alcione, Gagliastri e várias escritoras e artistas plásticos
- 2008 - setembro - Curadora e organizadora da exposição: L'Univers Brésilien, em Paris com os artistas plásticos: Acriane Campos, Graça Estrela de Goiás, Andre barbosa e Tona Dubag de Salvador e Mel Gama do Rio de Janeiro[15]
- 2007 - setembro-outubro - Produziu a exposição do artista plástico Robert Pavesi, Paysages Toujours, no Espaço Marci Gaymu, Paris
- 2007 - novembro - SALON DU LOUVRE - Paris - Exposição dos Artistas Plásticos Arminda Lopes, Celito Medeiros, Marcelo Gimenes, Eli Tosta
- 2007 - Produziu, em conjunto com a Académie Arts Sciences Lettres, a entreda do prêmio a 29 laureados brasileiros. Dentre eles, 10 medalhas de ouro, destacando-se o ator José WEilker, o dramaturgo Gerald Thomaz, o diretor de projetos especiais da TV Globo Aloysio Legey, o arquiteto Ruy Otahke, o editor da Revista Caras Edgardo Martolio, a empreendedora cultural e atriz Ângela Leal
- 2006 - maio - Produziu e foi Curadora do SPECIAL BRÉSIL na Galeria Arte Vivacom apoio da TAM. Exposição de Pintura, Esculturas/Jóias e Acessórios dos Artistas Fernando Pires, Edmimilson Menezes, Eli Tosta, Ricardo Tavares, Policarpo Ribeiro, Vanessa Pedote

## Fotógrafa
- 2007 - julho - Homenagem ao Dia Nacional da França - Apresentou a Exposição de Fotos CHATEAUX DE FRANCE no Forte Copacabana - Rio de Janeiro - e na Prefeitura de Suzano - São Paulo
- 2007 - Apresentou a Expo Capoeira: Arte de Viver em Paz, na FEAFRO
- 2006 - janeiro - Produtora e Fotografia - Exposição de fotos no FESTIVAL PANAFRICAIN DE FILMS
- 2008 - Em comemoração ao Ano do Brasil na França, produziu eventos oficiais do Ano do Brasil na França
- 2006 e 2005 - Produziu e apresentou NOITE DE GALA, juntamente com a Embaixada do Paraguai em Paris, em prol das Crianças de Rua da cidade de Assunción do Paraguay, no Círculo Republicano de Paris
- 2004 - Manager da cantora Loalwa Braz, do Grupo KAOMA, famosa pela lambada

## Membro e Delegada de Instituições Francesas e Brasileiras
- Membro Honorário da Academia de Letras e Artes de ValparaisoALAV [16]
- Membro correspondente da Academia de Letras do Rio Cidade Maravilhosa[17]
- Membro correspondente da Academia Parthenon Leterário
- Membro Correspondente e Chanceler da Federação das Academias de Letras e Artes do Estado de São Paulo FALASP
- Membro Correspondente do Instituto Brasileiro de Culturas Internacionais InBrasCI
- Membro Honorário da Academia de Letras e Artes de Paranapuã
- Desde 2003 - Membro e Delegada da Académie Française des Arts Sciences et Lettres, coroada pela Academia Francesa, promovendo a Arte e Cultura Francesa, no Brasil, Europa e África e as Artes Brasileiras na França
- Desde 2006 - Representante e Diretora do FESTIVAL PANAFRICAIN FLIMS DE CANNES para o Brasil
- 2006 - março - Assinou contrato de intercâmbio cultural com a Prefeitura de Suzano, São Paulo, para promover as Relações Artísticas e Culturais entre a França e a cidade de Suzano - São Paulo
- Membro da Rede de Escritoras Brasileiras - REBRA [18]

## Representante
- Representante do artista plástico Robert Pavesi, da escultora Arminda Lopes e dos cantores/compositores Altay Veloso e Nil Lus
- É ainda Embaixadora Poetas del Mundo para a França[19][20]

## Prêmios e Condecorações
- 2011 - Membro Honorário da Academia de Letras y Artes de Valparaiso (ALAV) - Chile [21]
- 2009 - novembro - Medalha Jorge Amado da União Brasileira de Escritores [22]
- 2009 - julho - Medalha Major Portugal - Comemorativa 200 Anos da Polícia Militar do Estado do Rio de Janeiro - outorgada pelo Grande Oriente do Brasil no Rio de Janeiro e a Medalha do Mérito Cultural “Acadêmico Austregésilo de Athayde” Solenidade realizada na Casa das Beiras - Rio de Janeiro [23]
- 2009 - março - Medalha de Ouro, da Societé d'Encouragement Internacional et National des Sauveteurs - Paris
- 2008 - Prêmio Gigantes - Abraçando a Amazônia - Gustavo Siqueira
- 2008 - Membro Honorário Internacional da Academia Itapirense de Letras e Artes - AILA [24]
- 2008 - Prêmio Excelência Mulher 2008, pela Fraternidade Aliança Aca Laurência CIESP Sul - São Paulo
- 2008 - Medalha Comemorativa do Grande Oriente do Brasil no Rio de Janeiro, pelos relevantes serviços prestados à Cultura Internacional [25]
- 2007 - setembro - Nomeada Embaixadora Universal da Paz - Genebra [26]
- 2007 - novembro - Nomeada Embaixadora "Poetas del Mundo" para a França.[27]
- 2004 - Medalha de Ouro pela Académie des Arts de Gagny - Paris - pelos relevantes serviços prestados à Cultura
- 2003 - Medalha de Vermeil pela Académie Française des Arts Sciences et Lettres, pelos relevantes serviços prestados à Cultura
- 2000 - Comenda de Gran Chambellan - Título Embaixatriz da Confraria Européia dos Companheiros de Gutenberg para a América Latina